# Uladzislaŭ Kasmynin
Uladzislaŭ Valer'evič Kasmynin (in bielorusso Уладзіслаў Валер'евіч Касмынін?; Navapolack, 17 gennaio 1990) è un ex calciatore bielorusso, di ruolo difensore.

## Carriera
Ha giocato nella prima divisione dei campionati bielorusso, uzbeko e kazako.

## Palmarès

### Club

#### Competizioni nazionali
- Coppa di Bielorussia: 1

Nëman: 2023-2024